# Team FOG Næstved
Team FOG Næstved er en dansk professionel basketballklub hjemmehørende i Næstved. Holdet afviklede tidligere sine hjemmebanekampe i Næstved Hallen, men har spillet sine hjemmekampe i Arena Næstved, der ligger i forlængelse af de ældre haller, siden hallen stod færdig i oktober 2015. Holdet har generelt en høj tilskuertilslutning; siden 2016/2017-sæsonen har holdet endda været det hold med flest tilskuere i gennemsnit igennem hele sæsonen.
Holdet spiller i 2016/17-sæsonen i den bedste danske række, Basketligaen, som holdet har været en fast bestanddel af siden 2005. Holdet har siden 2008/09-sæsonen hvert år spillet med i slutspillet om tredje- og fjerdepladsen, men har ikke kvalificeret sig til guld- og sølvkampene. Af de otte slutspil har de tre udmøntet sig i en bronzemedalje; senest med en medalje over Hørsholm 79ers i 2015/16-sæsonen, som blev anden bronzemedalje i træk for holdet. Holdet har tre gange spillet pokalfinale. To gange har de tabt pokalen til Bakken Bears, men i 2017 lykkedes det dem at vinde en tæt kamp over Horsens IC.
Team FOG Næstved var tidligere overbygningen på Næstved IF Basket (NIF Basket) og partner i Sjælland Sport & Event, indtil selskabet i maj 2016 frasolgte basketballdelen af virksomheden for at fokusere mere på fodboldholdet. Den tidligere direktør og storaktionær i klubben, Andreas Larsen, stod i spidsen for en investorgruppe sammen med blandt andre Niels Fog, der i 2002 købte navnet til basketholdet, og i dag fungerer som formand for holdets bestyrelse.
Som basketballhold er Team FOG Næstved i stor økonomisk udvikling. Mellem 2011 og 2014 øgede klubben sin omsætning med 220 %, og efter at være flyttet ind i den nye hjemmebanearena lykkedes det i 2015/16-sæsonen klubben for første gang nogensinde at slå Bakken Bears i at tiltrække flest tilskuere i gennemsnit per kamp. Dette lod sig gøre med et tilskuergennemsnit på 1.259 per kamp i sæsonen, hvilket var 9 højere end Bakken Bears' gennemsnit.

## Historie
En kort gennemgang af klubbens historie fra 1970'erne til i dag:

### 1970'erne
1970'erne var årtiet, hvor det for første gang lykkedes Næstveds bedste basketball—mandskab at sikre sig oprykning til landets bedste række. Dette skete under ledelse af den tidligere egyptiske landsholdsspiller Mahmoud El Habashy.
Med Mahmoud som træner blev både træningsmængden såvel som træningsintensiteten skruet i vejret.

### 1980'erne
Efter at være blevet sendt hurtigt retur til den næstbedste række, lykkedes det i 1980'erne igen at vende tilbage til det fornemste selskab – og denne gang med større succes.
Især 1986/87 sæsonen blev rigtig god for klubben. Med den nye amerikanske træner Charles Campell på bænken lykkedes det holdet at komme igennem grundspillet med kun ét nederlag på hjemmebane – dette bl.a. pga. et medlevende publikum (som blev kåret til Danmarks bedste denne sæson), og en engageret speaker i Henrik Bülow.

### 1990'erne
Efter at have været en fast bestanddel af landets bedste række i 1980'erne påbgyndte holdet i 1990'erne en elevatortilværelse mellem de to bedste rækker.
Efter nogle succesfulde år med brødrene Steve og Rob Blom fra USA, og senere Danny Perry, også fra USA, begyndte en dårlig periode for klubben, hvor man nåede helt ned i den tredjebedste række, 2. division. Herfra opnåede man dog igen oprykning til 1. division efter blot en enkelt sæson.

### 2000'erne
Siden begyndelsen af det nye årtusinde er det gået støt fremad for holdet. Efter navnesponsoratet med købmandskæden FOG (nu MENY) opnåede man, trods en placering i den næstbedste række, at have et af landets allerstørste budgetter, og udenlandske profiler som Tony Marion, Dwayne McDonald og Petar Popovic (sidstnævnte hentet fra konkursboet BF Copenhagen) var med til at spille holdet tilbage til Basketligaen (nu Canal Digital Ligaen), hvor det har været siden.
I ligaen er det siden årtusindeskiftet ni gange lykkes at komme videre fra grundspillet.
Heriblandt i 2008/2009 sæsonen hvor man i grundspillet blev nummer fem (ud af ti), hvilket kvalificerede dem til kvartfinaleserie mod BK Amager. Denne serie blev vundet med 2-0 i kampe, men i semi-finalen blev de senere danske mestre fra Bakken Bears for stor en mundfuld. Bakken vandt således serien med 4-0 i kampe, og selvom Næstved i kamp to fik presset Bakken ud i dobbelt overtid i Næstved Hallen var de aldrig for alvor en trussel for Bakken. I den efterfølgende bronzekamp mod Randers Cimbria tabte Næstved med et enkelt point. Fjerdepladsen i ligaen kombineret med pladsen i pokalfinalen samme sæson, betød dog at klubben under deres amerikanske træner Geof Kotila sikrede sin hidtil bedste sæson.
I pokalturneringen er det blevet til to finaler. I 2007 tabte man finalen på Amager til Bakken Bears, hvilket gentog sig den 11. januar 2009 i Herlev Hallen, da de to mandskaber igen stod overfor hinanden i pokalfinalen foran mere end tusind tilskuere, og hvor Bakken altså igen trak det længste strå efter en intens og spændende kamp.

### 2010'erne
Holdet har tre gange siden årtusindeskiftet formået at vinde en bronzemedalje i ligaens slutspil. Dette er senest sket i de to seneste sæsoner, hvor holdet har spillet bronze kamp mod henholdsvis Svendborg Rabbits og Hørsholm 79ers. Sæsonen 2015/16 må indtil videre betegnes som klubbens højdepunkt, da man både formåede at sikre sig medalje for andet år i træk og have højst tilskuertal i gennemsnit til hjemmekampene, efter at være flyttet ind i den nye Næstved Park Arena. Sæsonen betød dog også et farvel til holdets træner Bogdan Karaicic, der afløstes af tidligere Hørsholm 79ers træner Milan Skobalj for den kommende sæson, efter Karaicic besluttede at forlade Danmark for at søge nye udfordringer i udenlandske ligaer  (Webside ikke længere tilgængelig). Bronzekampen blev derfor Bogdan Karaicics sidste kamp i den danske liga, og et passende match up, siden han har været træner for både Team FOG og 79ers.

#### Sæsonen 2016/'17
Holdet har op til sæsonen 2016/17 været på rekrutteringsjagt med den nye head coach, for at sikre sig et mandskab, der skal kunne hamle op med de helt store elitehold som Horsens IC og Bakken Bears. Det har blandt andet budt på en forlængelse af Philip Hertz, og ansættelsen af danskeren Anton Tvilstegaard, som Milan Skobalj hev med sig fra Hørsholm 79ers. Derudover har holdet skrevet kontrakt med en række amerikanere, herunder NCAA vinder fra college holdet Connecticut Huskies Phillip Nolan og Terrence Moore, der dog blev sendt tilbage til USA, inden prøveperiodens udløb, da hans niveau ikke stemte overens med klubbens ambitionsniveau  (Webside ikke længere tilgængelig).
Sæsonen endte med klubbens hidtil største resultat, nemlig en sejr i pokalfinalen over Horsens IC efter et intenst 33-sekunders comeback. Kort før den regulere spilletid sluttede fik Team FOG udlignet og fik efterfølgende to straffekast. Amerikaneren Phillip Nolan blev manden der skulle afgøre om kampen skulle i forlænget spilletid eller om Næstved skulle have guldet med hjem. Den store Amerikaner brændte det første skud, men sikrede sejren ved at ramme andet skud .

#### Sæsonen 2017/'18
I 2017/2018 sæsonen var målsætningen for holdet tårnhøje efter pokaltriumfen sæsonen forinden. Sæsonen så også to tidligere profiler fra klubben vende tilbage. Nemlig Chris Gabriel og Troy Franklin Jr. der tidligere havde været i Team FOG kom tilbage på holdet. Foruden de to førnævnte blev holdet desuden forstærket af den britiske guard Conner Washington og den springstærke Amerikaner, Kazembe Abif.
Holdet kom forsvindende tæt på at opnå holdets første finaleplads i Basketligaen, da holdet nåede hele vejen til semifinalerne hvor de skulle møde Bakken Bears. Næstved-mandskabet lagde bedst fra land og tog sejren i de første to kampe i serien. Efter Bakken Bears' exit fra FIBA EuroCup, så var 'bjørnene' dog for stærke for det sydsjællandske mandskab og de måtte se sig slået 3-2 og de kunne nu se frem mod endnu en bronzekamp, denne gang mod Randers Cimbria. Her måtte holdet dog se sig slået med blot ét enkelt point i en intens kamp  og dermed blev det ikke til medaler som målsætningen ellers havde været forud for sæsonen.

#### Sæsonen 2018/'19
Efter et hårdt semifinale-nederlag var det tid til en omstrukturering af holdet. Head coach Milan Škobalj blev skiftet ud af sin egen assistent, Chris Gillett og efterfølgende blev otte af spillerne skiftet ud. Mest iøjnefaldende var den tilkomne Amerikaner, Jordan Mathews, der tidligere har været helt tæt på NBA-klubben, Atlanta Hawks. I 2017/2018 spillede han nemlig for deres udviklingshold, Erie BayHawks, i NBA G League. 2018/2019 sæsonen så også en gammel kending, Alexander Bak, returnere til klubben efter et ophold i Spanien. Den tidligere Næstved-dreng, Filip Rajović, vendte ligeledes tilbage til klubben, efter et par år i Stevnsgade Basketball.
Sæsonen blev dog også den, hvor klubbens egen Mathias Bak Christensen måtte forlade klubben efter 8 sæsoner, til trods for at han i starten af sæsonen havde valgt at forlænge med klubben.
Den nye trup som klubben havde anskaffet sig til 2018/2019 sæsonen så lovende ud, og efter en rekord-slående storsejr over Stevnsgade Basketball, så var forventningerne høje. Truppen formåede dog ikke at etablere et fodfæste i sæsonens start. Man havde svært ved at få overtaget mod de tætteste rivaler fra Randers Cimbria og Svendborg Rabbits, og det blev således kun til 2 sejre i de første 9 kampe mod Pro-A hold, hvoraf én af sejrene kom over Horsens IC.
Det betød dermed også at det var tid til udskiftninger i truppen. Det blev den hjemvendte Chris Gabriel og den nyankomne Greg Logins der måtte skæres fra, for at gøre plads til israelske Anton Shoutvin og amerikaneren Jordan Session. Ligeledes valgte klubben og Filip Rajović at gå hvert til sit, da Rajović ikke følte han fik det ud af det som han blev stillet i udsigt. Efter at have genfundet rytmen med en storsejr over Randers Cimbria, valgte holdet at tilknytte endnu en guard ved navn Jeremy Williams fra den tredjebedste franske række, til at aflast P. J. Thompson, der har båret meget af vægten fra holdet indtil da, hvilket også landede ham en plads på Fullcourts Team of the Month i November.

## Ditlev Dunk
Team FOG Næstveds maskot, Ditlev Dunk, er en and klædt i holdets uniform, der er særligt kendetegnet ved sit 80'er inspirerede svedbånd, sit orange hår og sine øjne, da han er bælgøjet. I følge maskottens egen historie, kommer Ditlev Dunk fra en lille by kaldet Duck Keys i The Keys i Florida, USA. Han er født den 20 oktober 1992, og som ælling voksede han op med en stor forkærlighed for basketball, der inspirerede ham til som 4-årig, at tage verden rundt for at opleve netop dette. Han blev uheldigvis vingeskudt udenfor Næstved af en lokal jæger, og blev taget ind af en amerikansk familie, der boede i området.
En synstest fastslog hurtigt at Ditlev Dunk aldrig ville kunne spille basketball på professionelt plan, da han har en meget stærk bygningsfejl på højre øje. Denne bygningsfejl gør, at han simpelthen aldrig vil kunne ramme kurven  (Webside ikke længere tilgængelig).
Maskotten, og dens baggrundshistorie, er udviklet af Bamsefabrikken, der sammen med holdet lavede en maskot, der skulle kunne fungere som frontfigur for holdet ved pressemøder, og dermed være holdets ansigt udadtil, men samtidig også være sjov for børn der så basket i salen . Ditlev Dunk har været maskot i klubben siden 2012.
Ditlev Dunk er nok særligt kendt for sin optræden i DR3-programmet Danmarks Bedste Maskot, hvor han deltog som eneste basketball maskot. Ditlev Dunk deltog i programmet til han røg i elimineringsdyst i tredje afsnit, hvor han slog Brøndby IFs maskot Nanok, men desværre måtte udgå med en skade efter dysten, hvorfor han sluttede på plads nummer 6. En epilog til afsnittet viste at Ditlev Dunk efterfølgende var blevet indlagt på Næstved Sygehus, hvor han heldigvis havde kommet sig, og havde det fint igen.

## Landsholdsspillere
Martin Høirup blev med sin udtagelse til landsholds bruttotrup i 2005, den første Næstved spiller der var inde omkring den danske landsholdstrup. Martin fik imidlertid ikke nogle kampe for landsholdet.
I sæsonen 2007/2008 spillede den danske landsholdsspiller Thomas Soltau for Team FOG Næstved. I denne sæson var Thomas starter på det danske landshold, og var den spiller som scorede næstflest point under holdets EM kvalifikations kampe. I Næstved var hans gennemsnit 20,5 point og 6 rebounds pr. kamp i denne sæson.
Philip Hertz fik den 22. Februar 2018 sin debut på landsholdet efter han satte karriererekord for point i Basketligaen med 31 point mod Wolfpack. Philip fik sågar debut på hjemmebane, i Arena Næstved, mod Albanien. Det Danske Landshold vandt kampen 82-69 men det blev ikke til meget spilletid for debutanten der blot fik 5 minutter og 24 sekunders spilletid. Philip leverede 2 point på 2 skudforsøg.
Også den tidligere Team FOG spiller, Mads Bonde - der tilbragte 3 sæsoner i Næstved, fik debut i ovenstående kamp. Her fik Mads 4 minutter og 58 sekunders spilletid, men leverede ingen point. Mads leverede derimod 3 rebounds i sine første A-landsholds kamp.
Foruden danske landsholdsspillere, så har Team FOG også haft en række spillere fra udenlandske landshold igennem systemet:
- Chris James Gabriel (Sydafrika)
- Moritz Lanegger (Østrig)
- Kentwan Kenneth Smith (Bahamas)

## Resultater

### Årets spiller
- Brandon Thomas: 2007/08

### Pokalturneringen
- Sølv: 2006/07
- Sølv: 2008/09
- Guld: 2016/17

### Basketligaens slutspil
- Bronzemedalje sæson 2011/12
- Bronzemedalje sæson 2014/15
- Bronzemedalje sæson 2015/16

### Tilskuerrekorder
- 2016/2017 - 1.168
- 2017/2018 - 1.430

### Solrød Cup/McDonald's Cup
- Drenge: 2008/09
- Piger: 2008/09

### Lundaspelen
- Drenge tredjeplads: 2007/08

## Førsteholdstruppen
Spillertruppen i 2018/19-sæsonen pr. 04. Januar 2019:
| Trøje | Nationalitet | Navn                  | Position       | Højde | Født |
| 5     | Nigeria      | David Onuorah         | Center         | 206   | 1995 |
| 6     | Danmark      | Philip Hertz          | Small Forward  | 195   | 1992 |
| 7     | USA          | Jordan Session        | Forward        | 203   | 1996 |
| 8     | Danmark      | Jeppe Madsen          | Point Guard    | 193   | 1998 |
| 9     | USA          | Jordan Mathews        | Shooting Guard | 191   | 1994 |
| 10    | Israel       | Anton Shoutvin        | Forward        | 201   | 1989 |
| 11    | USA          | P. J. Thompson        | Point Guard    | 188   | 1996 |
| 12    | Bahamas      | Kentwan Kenneth Smith | Forward        | 203   | 1991 |
|       | Liberia      | Jeremy Williams       | Guard          | 185   | 1991 |
| 14    | Danmark      | Tobias Bisgaard Olsen | Power Forward  | 205   | 2000 |
| 15    | Danmark      | Alexander Bak         | Guard/Forward  | 193   | 1991 |
| 16    | Danmark      | Frederik Møller       | Guard          | 184   | 1998 |
| 17    | Danmark      | Emil Holm Christensen | Shooting Guard | 190   | 1999 |

Personale i 2018/19-sæsonen pr. 04. Januar 2019:
| USA     | Chris Gillett     | Head Coach      |
| Belgien | Ferried Naciri    | Assistant Coach |
| Danmark | Andreas Larsen    | Direktør        |
| Danmark | Thomas Foldbjerg  | Sportschef      |
| Danmark | Hanne Henriksen   | Team Manager    |
| Danmark | Sabrina Henriksen | Team Manager    |
| Danmark | Jacob Hansen      | Fyseterapeut    |

Spillere der har forladt holdet i løbet af sæsonen:
| Danmark   | Mathias Bak Christensen |
| USA       | Greg Logins             |
| Sydafrika | Chris James Gabirel     |
| Danmark   | Filip Rajovic           |

## Notable spillere
- Søren "Gokke" Christensen
- Jeppe Kjøller
- Brandon Thomas
- Sasa Djordjevic
- Adrian Gross
- Mickey Dennis
- Anders Wulff
- Caleb Orion Walker
- Troy Franklin Jr.
- Mathias Bak Christensen
- Mads Bonde
- Bogdan Karaicic (coach)